# جورجتا گابور
جورجتا گابور (به انگلیسی: Georgeta Gabor) ژیمناست زادهٔ ۱۰ ژانویهٔ ۱۹۶۲ میلادی اهل کشور رومانی است.